# هرفی
هرفی (عربی: هرفي) شرکت رستوران‌های زنجیره‌ای عربستانی است، که در سال ۱۹۸۱ توسط احمد السعید تأسیس شد.
هرفی یک رستوران زنجیره‌ای فست فود چندملیتی سعودی در عربستان سعودی و یکی از بزرگترین‌ها در خاورمیانه است که از نظر حضور، از زنجیره‌های بین‌المللی پیشی گرفته است. این شرکت در مجموع بیش از ۳۸۰ رستوران و ۵۰۰۰ کارمند در سراسر عربستان سعودی دارد. این شرکت دارای شرکت‌های تابعه زیادی است.